# Universidades de Oaxaca
Las principales universidades de Oaxaca, públicas y privadas, son:

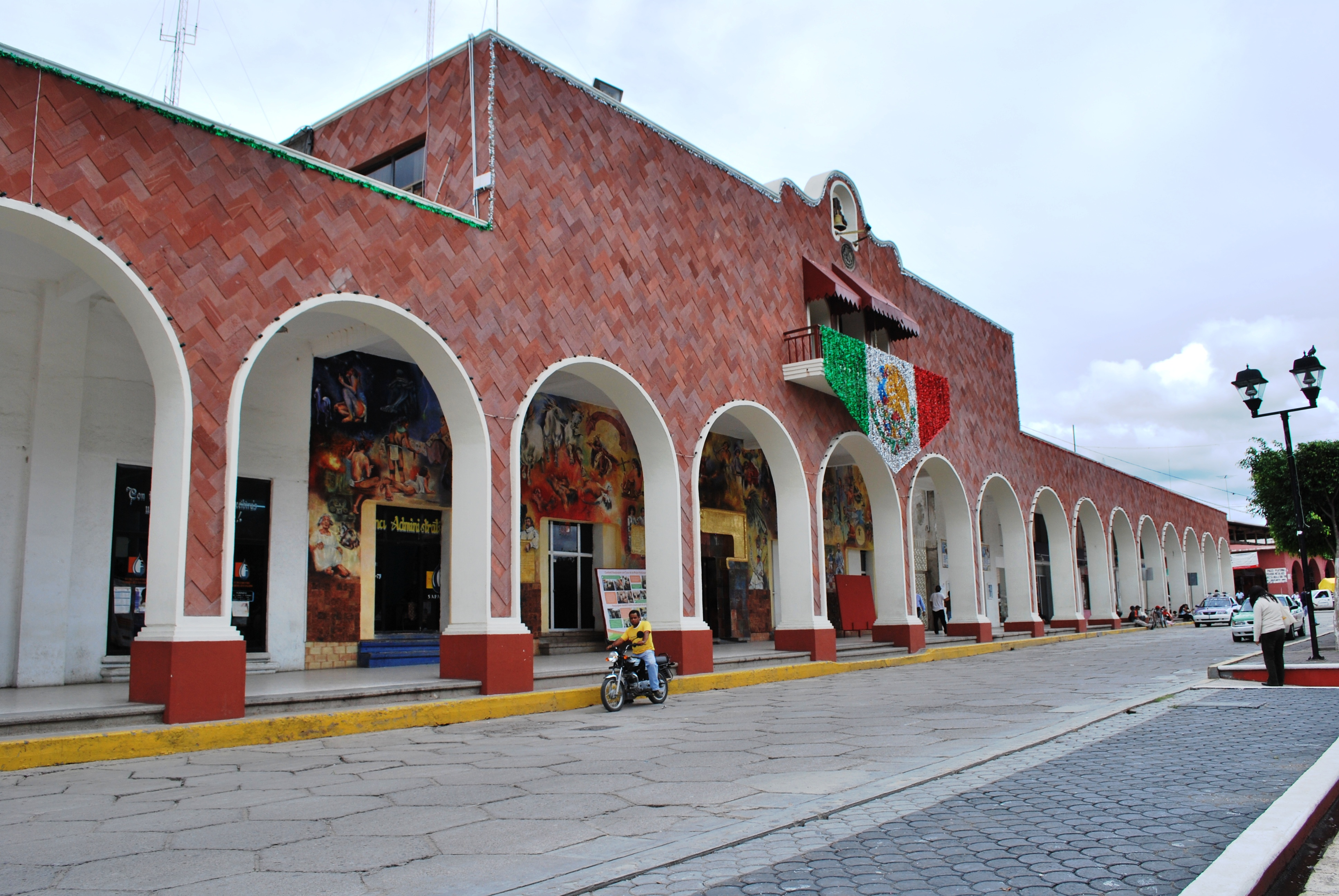
Huajuapan de León
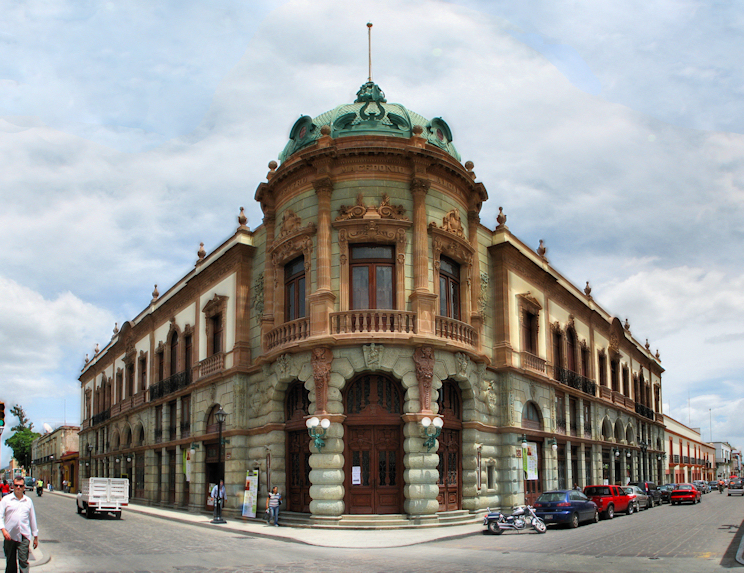
Oaxaca de Juárez

## Universidades públicas
- Universidad Autónoma Benito Juárez de Oaxaca (UABJO)
  - Facultad de Economía
  - Facultad de Odontología
  - Facultad de Ciencias Químicas
  - Facultad de Idiomas
  - Facultad de Enfermería y Obstetricia
  - Facultad de Arquitectura 5 de Mayo
  - Facultad de Arquitectura C.U.
  - Facultad de Derecho y Ciencias Sociales
  - Facultad de Medicina Veterinaria y Zootecnia
  - Facultad de Cultura Física y Deporte
  - Facultad de Medicina y Cirugía
  - Facultad de Contaduría y Administración
  - Instituto de Ciencias de la Educación
  - Facultad de Gastronomía
  - Facultad de Bellas Artes
  - Escuela de Ciencias

## Sistema Suneo
- Universidad Tecnológica de la Mixteca (UTM)
- Universidad del Mar (UMAR)
- Universidad de la Sierra Sur (UNSIS)
- Universidad del Istmo (UNISTMO)
- Universidad del Papaloapan(UNPA)
- Universidad de la Sierra (UNSIJ)
- Universidad de la Cañada (UNCA)
- Universidad de la Costa (UNCOS)
- Universidad de Chalcatongo (UNICHA)

## Institutos tecnológicos
- Instituto Tecnológico de Oaxaca (ITO)
- Instituto Tecnológico de Pinotepa (ITP)
- Instituto Tecnológico de Tlaxiaco (ITTlaxiaco)
- Instituto Tecnológico de Tuxtepec (ITTux)
- Instituto Tecnológico del Istmo (ITISTMO)
- Instituto Tecnológico del Valle de Oaxaca (ITVO)
- Instituto Tecnológico Agropecuario no. 3 de Tuxtepec
- Instituto Tecnológico de Comitancillo
- Instituto Tecnológico de Salina Cruz (ITSAL)
- Instituto Tecnológico Superior de San Miguel el Grande (ITSMIGRA)

## Escuelas Normales
- Centro Regional de Educación Normal de Oaxaca(C.R.E.N.O.)
- Escuela Normal de Río Grande
- Escuela Normal de Educación Preescolar de Oaxaca
- Escuela Normal de Educación Especial de Oaxaca
- Escuela Normal Experimental Huajuapan
- Escuela Normal Experimental de Teposcolula
- Escuela Normal Experimental presidente Lázaro Cárdenas
- Escuela Normal Experimental presidente Venustiano Carranza
- Escuela Normal Rural Vanguardia de Tamazulapan
- Escuela Normal Superior Federal de Oaxaca
- Escuela Normal Urbana Federal del Istmo
- Escuela Normal Bilingüe e Intercultural de Oaxaca

## Universidades tecnológicas
- Universidad Tecnológica de los Valles Centrales de Oaxaca (UTVCO)

## Universidades privadas
- Universidad Regional del Sureste (URSE)
- Universidad UGMEX
  - Facultad de Medicina y Cirugía
  - Facultad de Ciencias Administrativas
  - Facultad de Derecho y Ciencias Sociales
  - Facultad de Psicología
  - Escuela de Odontología
  - Escuela de Arquitectura
  - Escuela de Enfermería y Obstetricia
  - Escuela de Idiomas
  - Escuela de Nutrición
- Universidad Anáhuac Oaxaca (UAO)
  - Escuela de Comunicación
  - Escuela de Diseño
  - Escuela de Derecho
  - Escuela de Ingeniería
  - Escuela de Medicina
  - Escuela de Negocios
  - Escuela de Psicología
  - Escuela de Turismo y Gastronomía
  - Centro de Lenguas
- Universidad de La Salle Oaxaca (ULSA)
- Universidad Mesoamericana
- Universidad Mundo Maya, Campus Oaxaca (UMMA)
- Instituto de Ciencias Jurídicas de Oaxaca (ICJO)
- Instituto Tecnológico de la Construcción - Campus Oaxaca (ITC)
- Benemérita Universidad de Oaxaca (BUO)
- Instituto de Estudios Superiores del Golfo de México (IESGM) (UGMEX)
- Universidad Madero campus Papaloapan (UMAD)
- Universidad José Vasconcelos de Oaxaca (UNIVAS)
- Instituto Universitario Antequera de Oaxaca (UNAO)
- Instituto de Estudios Superiores de Oaxaca (IESO)
- Colegio Libre de Estudios Universitarios (CLEU)
- Instituto Bernal Díaz del Castillo, S.C. (IBDC)
- Centro Universitario Luis Donaldo Colosio Murrieta
- Universidad Pedagógica Nacional, Plantel Huajuapam de León Oaxaca. (UPN)
- Multiversidad Mundo Sin Fronteras
- Centro Universitario Casandoo
- Universidad CNCI, Campus Oaxaca

## Ligas externas
- Asociación Nacional de Universidades e Instituciones de Enseñanza Superior: ANUIES
- Comisión Estatal para la Planeación de la Educación Superior: COEPES (enlace roto disponible en Internet Archive; véase el historial, la primera versión y la última).
- Universidad de la Sierra Sur: UNSIS
- Universidad del Mar: UMAR
- Universidad de la Costa: UNCOS

- Datos: Q2889323
- Multimedia: Universities and colleges in Oaxaca / Q2889323